# Штерба, Гюнтер
Гю́нтер Ханс Венцель Ште́рба (нем. Günther Hans Wenzel Sterba; 20 мая 1922, Брюкс, Чехословакия) — немецкий зоолог и ихтиолог. Член Леопольдины и Шведской королевской академии наук.

## Биография
Родился 20 мая 1922 года в городе Брюкс (Мост). Окончил гимназию в Мосте. С 1943 по 1945 годы проходил военную службу. В сентябре 1944 года был ранен и до конца войны находился в различных лазаретах. В этот период он записался на заочное обучение по медицине человека для инвалидов в Праге, а в конце лета 1945 года был зачислен в Йенский университет. 27 апреля 1947 года он сдал экзамены и по рекомендации зоолога Юргена Вильгельма Хармса начал дополнительно изучать зоологию. 14 апреля 1949 года он получил учёную степень доктора естественных наук. В том же году он стал научным ассистентом в зоологическом институте Йенского университета, а в 1951 году — преподавателем зоологии. 20 мая 1952 года он стал доцентом зоологии, а в 1958 году — профессором Йенского университета. 9 апреля 1959 года он стал директором зоологического института Лейпцигского университета имени Карла Маркса, а через два года профессором на кафедре зоологии. С 1 июля 1987 года — эмерит.

## Научная деятельность
Гюнтер Штерба опубликовал около 200 работ. Книги по аквариумистике и ихтиологии, связанные с именем Штербы, являются результатом его детского увлечения.

## Награды и звания
- 1969 год член Академии наук ГДР.
- 1970 год член Леопольдины[4].
- 1982 год член Шведской королевской академии наук[5]

## Эпонимы
Имя учёного носит сомик панцирник Штербы (Corydoras sterbai).

## Публикации
- Вестник Ленинградского университета Том 17,Выпуски 13-18.